# Tephrocactus aoracanthus
Tephrocactus aoracanthus és una espècie de planta fanerògama que pertany a la família de les cactàcies (Cactaceae).

## Descripció
Tephrocactus aoracanthus creix en grups o es converteix en un arbust curt i assoleix alçades de 30 a 100 cm amb un diàmetre d'1 a 3 m. Els segments dels brots són el·líptics a en forma d'ou, fan de fins a 5 a 10 cm de llarg i tenen un diàmetre de 4 a 8 cm. Tenen una moderada a forta gepa. Hi ha fins a unes 30 arèoles per segment de brot. Les espines solen sorgir només de les arèoles dels dos terços superiors dels segments. Les 7 a 8 espines fortes, molt desiguals, de color marró vermellós a negre, rodones a lleugerament angulars, sobresurten per expandir-se. Fan de 2 a 15 cm (rarament fins a 25 cm) de llarg. Sovint estan retorçats i entrellaçats.
Les flors són de color blanc a rosa clar i fan de 4 a 6 cm de llarg i assoleixen un diàmetre de 5 a 8 cm. El seu pericarpi fa fins a 3 cm de llarg i 2 cm de diàmetre. A la vora superior del pericarpi hi ha espines d'uns pocs a 1,5 cm de llarg. Els fruits són esfèrics a en forma d'ou, de color marró clar, fan un diàmetre de 3 cm. No són espinosos ni tenen algunes espines.

## Taxonomia
Tephrocactus aoracanthus va ser descrita per (Antoine) Charles Lemaire i publicat a Les Cactées 89, a l'any 1868.
Etimologia.
Tephrocactus: nom genèric que deriva de les paraules gregues: tephra, "cendra", referint-se al color de la planta) i cactus per la família.
aoracanthus: epítet que deriva de les paraules gregues aor per "espasa" i akanthos' per "espina" i fa referència a l'espinós dels brots de l'espècie.
Sinonímia
Els següents noms són sinònim de Tephrocactus aoracanthus:
- Cactus ovatus	Gillies ex Loudon Hort. Brit.: 195. 1830.[4]
- Cereus ovatus	(Gillies ex Loudon) G.Don Hort. Brit.: 195. 1830.[4]
- Cereus ovatus	Pfeiff.	Enum. Diagn. Cact.: 102. 1837.[4]
- Opuntia aoracantha Lem. in Cact. Aliq. Nov.: 34 (1838)[3][4]
- Opuntia acracantha Walp. in Repert. Bot. Syst. 2: 354 (1843), orth. var.[3][4]
- Opuntia formidabilis Walton in Cact. J. (London) 1: 105 (1898)[3][3][4]
- Opuntia hossei (Krainz & Gräser) G.D.Rowley in Natl. Cact. Succ. J. 13: 5 (1958)[3][4]
- Opuntia ovata	Hort.Angl. ex Pfeiff. Enum. Diagn. Cact.: 102. 1837.[4]
- Opuntia paediophila A.Cast. in Lilloa 23: 7 (1950)[3]
- Opuntia tuberiformis Phil. in Anales Mus. Nac. Santiago de Chile 1: 28 (1891)[3][4]
- Tephrocactus aoracanthus var. paediophilus (A.Cast.) J.G.Lamb. in Cact. Argentine, ed. 2: 297 (1997 publ. 1998)[3]
- Tephrocactus hossei Krainz & Gräser in Sukkulentenkunde 4: 29 (1951)[3][4]
- Tephrocactus paediophilus (A.Cast.) F.Ritter in Kakteen Südamerika 2: 395 (1980), cap pàgina de basiònim exacte.[3]